# 1980 au Nouveau-Brunswick
Chronologie du Nouveau-Brunswick
- 1976
- 1977
- 1978
- 1979
- 1980
- 1981
- 1982
- 1983
- 1984

Cette page concerne des événements d'actualité qui se sont produits durant l'année 1980 dans la province canadienne du Nouveau-Brunswick.

## Événements
- Fondation des éditions Perce-Neige par l’Association des écrivains acadiens.
- 18 février : Pierre Elliott Trudeau remporte les élections générales fédérales et dirigera un gouvernement majoritaire. Au Nouveau-Brunswick, le résultat est de 7 libéraux et 3 progressiste-conservateurs[1].
- Juin : Terry Fox, qui a débuté en avril une marche à travers le Canada pour la lutte contre le cancer, commence à traverser le Nouveau-Brunswick. C'est le Marathon de l'espoir.
- 16 juin : Clarence Cormier, Dennis Cochrane sont réélus respectivement maires de Dieppe et Moncton et Bob Lockhart est élu maire de Saint-Jean à sa deuxième reprise lors des élections municipales.
- 25 juin: création des réserves nationales de faune du Cap-Jourimain et de Shepody.

## Naissances
- 30 septembre : Catharine Pendrel, cycliste.

## Décès
- James Branch, prêtre et dramaturge.